# SN 1959B
SN 1959B – supernowa typu Pec odkryta 4 maja 1959 roku w galaktyce NGC 4921. W momencie odkrycia miała maksymalną jasność 18,20m.